# سونغ جي يون
سونغ جي يون المعروفة بإسم جيون (بالكورية: 송지은)‏ هي مغنية وممثلة كورية جنوبية، ولدت يوم 5 مايو 1990 في سول في كوريا الجنوبية.

## روابط خارجية
- سونغ جي يون على موقع IMDb (الإنجليزية)
- سونغ جي يون على موقع ميوزك برينز (الإنجليزية)
- سونغ جي يون على موقع أول ميوزيك (الإنجليزية)
- سونغ جي يون على موقع أول ميوزيك (الإنجليزية)
- سونغ جي يون على موقع ديسكوغز (الإنجليزية)
- سونغ جي يون على موقع قاعدة بيانات الفيلم (الإنجليزية)
- سونغ جي يون على موقع كينوبويسك (الروسية)